# Michel Pascal (acteur)
Pour les articles homonymes, voir Michel Pascal.
Michel Pascal est un acteur, réalisateur, scénariste et biographe français.

## Filmographie

### Acteur
- 1982 : Le Wagon de Martin
- 1986 : Mon beau-frère a tué ma sœur
- 1986 : Le Débutant

### Réalisateur
- 1993 : François Truffaut : Portraits volés
- 2010 : Histoire d'une âme, adaptateur du texte et réalisateur d'une captation filmée de la pièce.

### Scénariste
- 1984 : Great Days of the Century

## Publications
- Claude Chabrol par lui-même et par les siens, biographie écrite avec Claude Chabrol, Stock, 2011, 233 p.   (ISBN 978-2-234-07017-2)
- Claude Chabrol, préface de James Gray, Editions de la Martinière, 2012, 239 p.  (ISBN 9782732452982)